# Vescomtat de Brulhès
El vescomtat de Brulhès fou una jurisdicció feudal de Gascunya a l'est de l'Agenès.
Segons la proposta del diari Jornalet de divisió administrativa d'Occitània, basada en l'obra de Frederic Zégierman Le Guide des pays de France, les terres de l'antic vescomtat de Brulhès formarien el Parçan o comarca d'Occitània del '''Brulhès''' ubicat a la regió de la Gascunya, subregió de l'Armanyac.
A la mort del duc Sanç IV, el seu fill Donat va rebre molts territoris que va repartir (l'Agenès a Garcia i altres terres a Odó). El vescomte Odó va deixar les seves terres a Arnau que al morir el 1021 les va repartir: Lomanha (amb Auvillars) a Arnau II i Galard a Garcia. Arnau II es va casar amb Toda Adelaida, filla de Guillem VII d'Aquitània (990-1029) que va veure reconegudes el feu de les terres al Brulhès pel seu pare, suposadament com a feu directe. Adelaida estava casada amb primeres noces amb Guerau Trencalleó comte d'Armanyac, i les terres de Brulhès devien estar destinades a la descendència del segon matrimoni. Mort Arnau II el seu fill Odó va heretar Lomanha i la filla Adelaida II va heretar el vescomtat de Brulhès. Es va casar amb Roger I, vescomte de Gabardà (foren les segones noces del vescomte i també d'Adelaida) que va morir vers el 1045 però Adelaida li va sobreviure i va deixar el Brulhès al seu fill Hug (Gabardà va passar al fill del primer matrimoni de Roger) el qual va morir el 1064 deixant només un fill bastard, Hug, que no tenia dret a l'herència i a més va morir jove. Així el 1064 el vescomtat va ser heretat pel seu germanastre Pere I de Gabardà. Aquest va morir el 1097 i el va succeir a Gabardà i Brulhès el seu fill Pere II, dit Pere Soriguers, que es va casar amb Guiscarda que el 1134 va heretar els vescomtats de Bearn i Oloron. El 1119, a la mort de Pere II, el va succeir a Brulhès i Gabardà el seu fill Pere III, que el 1147 va rebre Oloron i Bearn per renúncia de la seva mare Guiscarda (que va morir el 1154). Des de llavors Gabardà i Brulhès van formar part dels dominis de Bearn i van seguir la seva història. El 1290 a la mort de Gastó VII, la seva segona filla Mata va rebre el Brulhès i Gabardà i els va aportar pel seu matrimoni al comte d'Armanyac Guerau VI (1256-1285) al seu fill Bernat VI d'Armanyac quedant llavors unit a l'Armanyac fins vers 1453 quan el comte Joan V el va empenyorar per cobrir les seves deutes i va passar a la corona. El 1515 els béns dels Armanyac van ser donats a Margarida d'Angulema, dona d'Enric II d'Albret, amb qui va quedar unit a Navarra i després a França.

## Llista de vescomtes
- Arnau vers 1021
- Toda Adelaida vers 1021
- Adelaida vers 1021-1045
- Hug 1045-1064
- Pere I 1064-1097
- Pere II 1097-1119
- Pere III 1119–1154
- Ramon Berenguer (tutor) 1154-1165
- Gastó I (V de Bearn) 1154–1170
- Maria de Bearn 1170–1173
- Guillem I de Montcada i de Bearn 1170-1173
- Pelegrí de Castillarzuello (Tutor, Senyor de Barbastre)
- Gastó II (VI de Bearn, el Bo) 1173–1214 (comte de Bigorra i vescomte de Marsan, Orte i Dacs)
- Guillem Ramon I de Montcada i de Bearn 1214–1223
- Guillem II de Montcada i de Bearn 1223–1228
- Garsenda (regent) 1228–1240
- Gastó III (VII de Bearn) 1228–1290 (vescomte de Marsan)
- Mata de Montcada 1290-?
- Bernat VI ?-1319
- Joan I 1319-1373 (comte de Rodés)
- Joan II el Desigual 1373-1384
- Joan III 1384-1391
- Bernat VII 1391-1418
- Joan IV 1418-1450
- Joan V 1450-1453
- empenyorat a la corona 1453
- a la corona francesa 1453-1515
- Margarida d'Angulema 1515-1555
- Enric I d'Armanyac i II de Navarra 1522-1555
- Joana d'Albret 1555-1572 (III de Navarra)
- Enric II 1572-1589 (Enric III de Navarra, esdevé Enric IV de França el 1589)
- a la corona francesa 1589